# Charles Bernardin Beslay
Pour les articles homonymes, voir Bernardin et Beslay.
Charles Bernardin Beslay est un homme politique français né le 1er septembre 1768 à Dinan (Côtes-d'Armor) et mort le 12 octobre 1839 à Dinan.

## Biographie
Avocat avant la Révolution, il fonde ensuite une maison de commerce. Il est député des Côtes-du-Nord de 1802 à 1824 et de 1830 à 1834 et député d'Ille-et-Vilaine de 1834 à 1839, siégeant à gauche sous la Restauration et dans une opposition modérée sous la Monarchie de Juillet.
Neveu de Charles Rolland Néel de La Vigne, il est le père de Charles Beslay.

## Sources
- « Dictionnaire des parlementaires français de 1789 à 1889 (Adolphe Robert, Edgar Bourloton et Gaston Cougny) », sur gallica BNF (consulté le 5 janvier 2014)